# إدغار ستريلتسوف
إدغار ستريلتسوف (بالروسية: Стрельцов, Эдгар Борисович)‏ هو لاعب كرة قدم روسي في مركز الهجوم، ولد في 14 سبتمبر 1977. لعب مع نادي روستوف ونادي لوزان ونادي نيون.